# مختار ثقفی
مختار بن ابوعبید ثقفی (عربی: ٱلْمُخْتَار ٱبْن أَبِي عُبَيْد ٱلثَّقَفِيّ؛ ۱ هجری – ۶۷ هجری؛ حدود ۶۲۲ – ۳ آوریل ۶۸۷ میلادی) قیام‌کنندهٔ طرفدار علویان بود که مقر اصلی‌اش در کوفه قرار داشت. او در سال ۶۸۵ م طی دومین جنگ داخلی میان مسلمانان موسوم به فتنه دوم به دعوت شورشی را علیه خلافت اموی و نیز عبدالله بن زبیر آغاز کرد و بر بیشتر نواحی عراق و شمال غربی ایران و قفقاز چیره شد و توانست به مدت هجده ماه بر آن فرمانروایی کند.
مختار از قبیله ثقیف بود و در طائف متولد شد. در سنین کودکی به کوفه برده شد و در آنجا بزرگ شد. در سال ۶۸۰ میلادی و در پی کشته شدن حسین بن علی، نوهٔ محمد پیامبر اسلام، در نبرد کربلا به‌وسیلهٔ سپاه اموی، او با خلیفه خودخوانده، عبدالله بن زبیر در مکه اتحادی برقرار کرد که این اتحاد مدت زمان زیادی به درازا نکشید. مختار پس از بازگشت از حجاز به کوفه، محمد بن حنفیه پسر علی، خلیفه چهار و امام اول شیعه، و برادر حسین را به عنوان مهدی و همچنین امام اعلام کرد و فراخوانی را برای برپایی یک خلافت علوی و نیز قصاص خون قاتلان حسین اعلان کرد. در اکتبر ۶۸۵ و پس از اخراج حاکم زبیری کوفه، کنترل شهر را به‌دست گرفت و سپس دستور اعدام اشخاصی که در قتل حسین شرکت داشتند را صادر کرد. وی توانست طی چند نبرد با مخالفان خود در کوفه و سپس سپاه اموی برآنها چیره شود. اما، در نهایت روابط خصمانه مختار با آل زبیر باعث شکست وی و سپس کشته شدنش به دست نیروهای حاکم زبیری بصره، مصعب بن زبیر، پس از چهار ماه محاصره شد.
اگرچه، مختار شکست خورد اما جنبشی که او بنیان نهاد عواقب بسیاری به دنبال داشت. پس از مرگ او، پیروانش یک فرقهٔ تندروی شیعی را به وجود آوردند که بعدها به نام کیسانیه معروف شد و آموزه‌های جدیدی را گسترش دادند که بعدها بر تشیع تأثیر گذاشت. مختار جایگاه اجتماعی موالی (مردم محلی مسلمان شده) را بهبود بخشید و آنان توانستند وزن سیاسی خود را افزایش دهند. پس از گذشت ۶۰ سال، کیسانی‌ ها و موالی توانستند نقشی مهم و پررنگی را در انقلاب عباسیان ایفا کنند. نقش و جایگاه مختار در میان مسلمانان بحث‌برانگیز است. بسیاری او را به عنوان پیامبری دروغین محکوم کرده‌اند اما از سوی شیعه به خاطر حمایتش از علویان تکریم شده است. دیدگاه تاریخ‌نگاران امروزی در مورد او از قیام‌کننده‌ای که در دعوتش صادق بود تا فردی جاه‌طلب و فرصت‌طلب، متغیر است.

## تبار و تولد
مختار در سال اول هجری مقارن با ۶۲۲ میلادی در طائف چشم به جهان گشود. پدر او، ابوعبید بن مسعود بن عمرو بن عوف بن عقده بن قسی بن منبه بن بکر بن هوازن ثقفی، از قبیله بنی ثقیف بود. پدر او از صحابه‌های محمد و از فرماندهان سپاه اسلام به‌شمار می‌رفت که در نبرد پل با شاهنشاهی ساسانی (۶۳۴ میلادی) کشته شد. مادر او، دومه دختر عمرو بن وهب بود. قبیله بنی‌ثقیف یکی از شاخه‌های قبیلهٔ بزرگ قیس عیلان به‌شمار می‌آمد.

### القاب
کنیه مختار را ابواسحاق نوشته‌اند و لقب او «کیسان» به معنی زیرک و باهوش بوده است. بنابر روایت اصبغ ابن نباته، «کیسان» از سوی علی بن ابی‌طالب و در کودکی به مختار داده شده بود.

## زمینه تاریخی

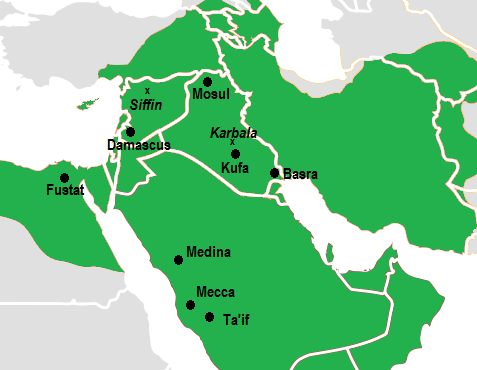
علی پایتخت خلافت را از مدینه به کوفه منتقل کرد.

در پی مرگ محمد در سال ۶۳۲م، ابوبکر به خلافت رسید. او پس از دو سال درگذشت و عمر بن خطاب جانشینش گشت. او فتوحات مسلمان را که از زمان ابوبکر آغاز شده بود، ادامه و گسترش داد و پدر مختار، ابوعبید را به جبهه عراق در برابر شاهنشاهی ساسانی اعزام کرد. سرانجام، ابوعبید در نوامبر ۶۳۴م و در نبرد پل کشته شد. در سال ۶۴۴م، عمر به دست برده‌ای پارسی به نام پیروز نهاوندی کشته شد و جانشینش عثمان برای دوازده سال به فرمانروایی پرداخت و سرانجام او نیز در ۶۵۶ به‌دست شورشیان مسلمان کشته شد.
پس از مرگ عثمان، علی بن ابی‌طالب، داماد و پسر عموی محمد، به خلافت رسید و پایتخت خلافت را از مدینه به کوفه انتقال داد شماری از صحابه پیامبر از جمله معاویه فرماندار سوریه، خلافت علی را نپذیرفتند و بدین ترتیب جنگ داخلی میان مسلمانان درگرفت. در ژوئیه ۶۵۷م، نبرد صفین با سرپیچی نیروهای علی از حمله و درخواست معاویه برای حکمیت به پایان رسید. علی با اکراه گفتگو را پذیرفت، اما گروهی از نیروهایش که بعدها به خوارج مشهور شدند، اقدام علی را در پذیرش حکمیت محکوم کردند و آن را یک بدعت نامیدند. حکمیت نتوانست اختلاف و درگیری علی و معاویه را پایان دهد. سرانجام، در ژانویه ۶۶۱، علی به دست یکی از خوارج کشته شد.
حسن، پسر بزرگ علی، به خلافت رسید، اما معاویه خلافت او را به چالش کشید و به عراق یورش برد. در اوت ۶۶۱، حسن با معاهدهٔ صلحی، خلافت را به معاویه واگذار کرد و از آن پس پایتخت خلافت به دمشق منتقل شد. معاویه چند سال پیش از مرگش، فرزندش یزید را به عنوان جانشینش معرفی کرد و بدین ترتیب خلافت بنی‌امیه را پایه‌ریزی کرد. نامزدی یزید باعث مخالفت علویان شد؛ زیرا آن را نقض‌کننده معاهده صلح می‌دانستند که در آن توافق شده بود تا معاویه جانشینی برای خود برنگزیند.

## زندگانی مختار از ابتدا تا ۶۰ سالگی
مختار در مدینه بزرگ شد و در سیزده سالگی به همراه پدرش در نبرد پل شرکت کرد که در روحیات او تأثیر نهاد. با مرگ پدرش در آن نبرد، سرپرستی او به عمویش، سعد بن مسعود ثقفی، سپرده شد. مختار پس از فتح عراق به دست مسلمانان به نزد عمویش، سعد بن مسعود ثقفی، رفت و در نزد او به‌سر می‌برد. پس از به خلافت رسیدن علی، سعد به حکومت مدائن منصوب شد و در آنجا مختار به پست‌های کوچکی در حکومت علی دست یافت. مختار همراه با عمویش تا هنگام کشته شدن علی در مدائن به‌سر برد. با کشته شدن علی بن ابی‌طالب، حسن بن علی حکومت سعد را ابقا کرد و مختار برای مدتی به بصره رفت. هنگامی که حسن مشغول بسیج نیروهایش برای جنگ با معاویه بود، در نزدیکی مدائن به‌دست یکی از خوارج زخمی شد و به خانهٔ عموی مختار برده شد. بنابر برخی گزارش‌ها در آنجا مختار به عمویش پیشنهاد داد تا حسن را به معاویه تسلیم کنند تا بتوانند حمایت سیاسی معاویه را برای خود کسب کنند که این پیشنهاد با مخالفت عمویش مواجه شد. به روایت دیگر، مختار در هنگام زخمی شدن حسن بن علی در پی سوءقصد به او در نزد عمویش حضور داشت و به درمان حسن پرداخت. پس از صلح حسن و معاویه، مغیرة بن شعبه به فرمانداری کوفه گمارده شد و مختار از عراق به مدینه رفت و به نشست و برخاست با اهل بیت و به‌خصوص محمد حنفیه پرداخت. در مجموع، اطلاعات کمی در مورد سال‌های ابتدایی زندگی مختار موجود است و نقش او از سن شصت سالگی به بعد پررنگ می‌شود.

## مختار و قیام حسین بن علی
پس از بر تخت نشستن یزید در آوریل ۶۸۰م، کوفی‌های حامی علویان حسین بن علی، برادر کوچکتر حسن را برانگیختند تا قیامشان علیه یزید را رهبری کند. در پی این درخواست، حسین عموزاده‌اش مسلم بن عقیل را برای ارزیابی فضای سیاسی کوفه به آنجا فرستاد. در ابتدا، مختار میزبانی ابن عقیل را در خانه‌اش بر عهده گرفت. نعمان بن بشیر، پدرزن مختار، به دلیل رفتار ملایم با مسلم و یارانش از حکومت برکنار و عبیدالله بن زیاد به جای او منصوب گشت. در نتیجهٔ سرکوب و مانور سیاسی ابن زیاد، پراکنده شدن یاران مسلم آغاز شد و او مجبور شد که قیام را پیش از موعد مقرر آغاز کند. در این هنگام مختار در شهر حضور نداشت. او پس از شنیدن اخبار، اقدام به جمع‌آوری نیرو از اطراف و حومهٔ کوفه کرد اما پیش از رسیدن مختار به شهر، قیام ابن عقیل سرکوب شد و شکست خورد و وی به دستور ابن زیاد اعدام شد. سپس، مختار دستگیر و به نزد ابن زیاد برده شد، ولی او هرگونه شرکتش در این قیام را انکار کرد. نهایتاً، وی زندانی شد. در همان هنگام که مختار در زندان به‌سر می‌برد، در ۱۰ اکتبر ۶۸۰م، حسین بن علی در نبرد کربلا به‌دست نیروهای ابن زیاد کشته شد. پس از این رویداد مختار با میانجگری عبدالله بن عمر، فرزند بانفوذ عمر خلیفه دوم، که شوهرخواهر مختار نیز بود، آزاد شد و به او دستور داده شد تا کوفه را ترک کند.

## همکاری با قیام عبدالله بن زبیر
در همین زمان، عبدالله بن زبیر، فرزند یکی از اصحاب ارشد پیامبر به نام زبیر بن عوام، مخفیانه شروع به بیعت گرفتن برای خود در مکه کرد و توانست کنترل تمامی حجاز را به دست گیرد. مختار پس از ترک کوفه رهسپار مکه شد و در آنجا پیشنهاد بیعت با ابن زیبر را کرد؛ به آن شرط که در مسائل مهم با او مشورت شود و همچنین جایگاهی درخور به او اعطا شود که با مخالفت ابن زبیر روبرو شد. در نتیجه، مختار مکه را به‌سوی طائف ترک کرد، ولی پس از یک سال ابن زبیر با تشویق مشاورانش بیعت مختار با خود را با شرایط مشابهی پذیرفت. در سال ۶۸۳ میلادی و هنگامی که یزید سپاهی را برای بازپس‌گیری مکه اعزام کرد، مختار در دفاع از شهر شرکت کرد.
پس از مرگ یزید در ماه نوامبر آن سال، سپاه اموی عقب نشست و ابن زبیر آشکارا اعلام خلافت کرد. مختار به‌وسیلهٔ مردمی که از کوفه به آنجا می‌آمدند، آگاه شد که شهر کوفه نیز به کنترل ابن زبیر درآمده است، ولی شماری از اهالی کوفه در جستجوی رهبری مستقل هستند تا رهبری آنان را برعهده گیرد. او ادعا کرد که همان مردی است که اهالی کوفه به دنبالش می‌گردند. هنگامی که در مکه بود از فرزند دیگر علی، محمد حنفیه، درخواست کرد تا به او اجازه داده شود تا برای خون‌خواهی حسین قیام کند و محمد حنفیه را به قدرت برساند. محمد در پاسخ، عمل او را نه تأیید و نه رد کرد و توصیه کرد که در این راه از خون‌ریزی اجتناب شود. پیش از این، مختار این پیشنهاد را به فرزند حسین، علی زِیْنُ الْعابِدین نیز ارائه کرد که او آن را رد کرده بود. پنج ماه پس از مرگ یزید، مختار که گمان می‌کرد ابن زبیر به وعده‌هایش عمل نکرده، بدون آگاه کردن او به کوفه بازگشت.

## در تدارک قیام در کوفه

### بازگشت به کوفه

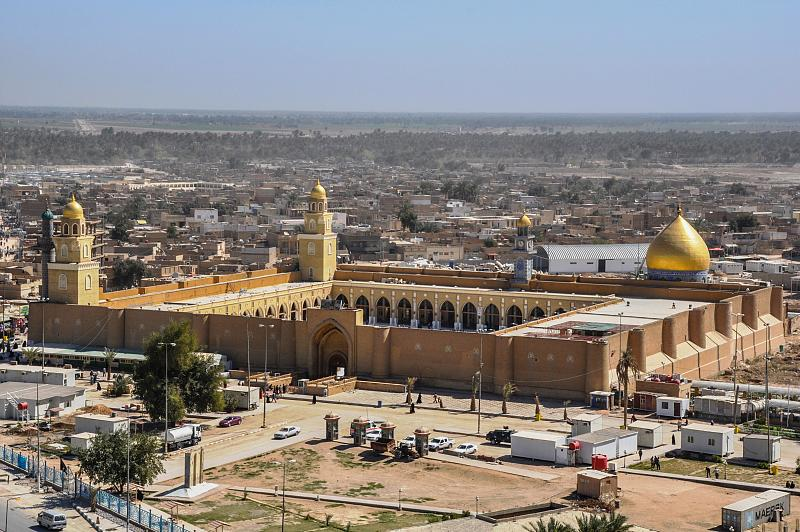
نمایی از مسجد بزرگ کوفه که قبر مختار در آن واقع است.

در کوفه، مختار به جمع‌آوری و استخدام نیرو برای گرفتن انتقام از قاتلان حسین مبادرت ورزید و به آنان وعدهٔ ثروت و پیروزی داد. در همان هنگام، سلیمان بن صرد خزاعی، یکی از صحابه محمد و از بزرگان علویان کوفه، گروهی از اهالی کوفه را گردآورده بود و خودشان را توابین نامیده‌بودند. اینان قصد کردند برای جبران تنها گذاشتن حسین در نبرد کربلا با امویان به نبرد برخیزند. جنبش توابین مشکلاتی را برای مختار به‌وجود آورد. چون ابن صرد یکی از اصحاب پیامبر بود، بیشتر علویان کوفه به پشتیبانی از او برخاستند و در نتیجه مختار نتوانست تعداد حامی زیادی را گرد آورد. او به نکوهش اقدامات توابین پرداخت و قیام آن‌ها را بی‌موقع و محکوم به شکست دانست و استدلالش را بر پیر، ضعیف و بدون تجربه بودن ابن صرد در مسائل نظامی نهاده بود. سپس، او ادعا کرد که نایب محمد حنفیه است و او را مهدی نامید. او توانست شماری از جنگجویان علوی از جمله پانصد نفر از مَوالی (ساکنان محلی که به اسلام گرویده بودند) را متقاعد سازد که او تحت امر مهدی قرار دارد.
شماری از جنگجویان علوی که در درستی ادعاهای مختار شک داشتند، به مکه رفتند تا تأییدی بر این ادعاها در محمد حنفیه دریافت کنند. او در پاسخی مبهم به آنان گفت که او از هر کسی که خداوند برانگیزاند تا انتقام خون خانواده پیامبر را از دشمنانشان بگیرد، خشنود خواهد شد. آنان این جملات را به عنوان درستی ادعاهای مختار تفسیر کرده و برای پیوستن به او به سوی کوفه به‌راه افتادند. مختار برای متقاعد کردن ابراهیم بن مالک‌اشتر که یکی از جنگجویان بانفوذ علوی و همچنین رئیس قبیله نخعی بود و تاکنون قانع نگشته بود، نامه‌ای را به او داد و ادعا کرد که این نامه به‌دست محمد حنفیه نوشته شده است. به ظاهر، محمد حنفیه در آن خودش را مهدی نامیده و ابن اشتر را به پشتیبانی از مختار تشویق کرده بود. ابن اشتر پس از بیان شک و تردیدهایی، سرانجام به مختار ملحق شد. این نامه به نظر جعلی بوده است و محمد حنفیه مشارکتی در این قیام نداشته است. با این حال، او استفاده از نامش به‌وسیله مختار را تحمل می‌کرد و با فعالیت‌های مختار مخالفتی نمی‌کرد. اما هنگامی که او قصد داشت تا به کوفه آمده و با هوادارانش دیدار کند، به وسیلهٔ شایعه‌ای که مختار رواج داده بود، از این کار صرف نظر کرد. این شایعه‌ها مبنی بر آن بودند که مهدی راستین در برابر ضربت شمشیر آسیب‌ناپذیر است.
ابن زبیر در سال ۶۸۴م، عبدالله بن یزید را به حکومت کوفه منصوب کرد و عبدالله از ترس، مختار را به زندان افکند. پس از چندی، عبدالله بن عمر برای مختار میانجگری کرد و مختار با سوگند اینکه علیه حکومت فعالیتی انجام ندهد، آزاد شد.

### برکنار کردن حاکم زبیری
مختار پس از آزادی فعالیت‌هایش را از سر گرفت. در ژانویه ۶۸۵م، توابین در نبرد عین الورده از امویان شکست خوردند و بسیاری از حامیان علویان در کوفه به نیروهای مختار ملحق شدند. ابن زبیر حاکم کوفه، یعنی ابن یزید را برکنار و عبدالله بن مطیع را جایگزین او کرد تا به عنوان فرماندار، ناآرامی‌های موجود را فرونشاند که این اقدام فایده‌ای نداشت. مختار و یارانش تصمیم گرفتند حاکم زبیری شهر را در روز پنجشنبه ۱۹ اکتبر ۶۸۵ برکنار و کنترل شهر را به‌دست گیرند. در عصر روز ۱۷ اکتبر مردان مختار با نیروهای حکومتی درگیر شدند؛ در نتیجه، مختار شروع زودهنگام قیام را به‌وسیلهٔ افروختن آتش در بام خانه‌ها اعلام کرد. سرانجام، در عصر روز چهارشنبه ۱۸ اکتبر نیروهای حکومتی شکست خوردند. ابن مطیع پنهان شد و سپس با کمک مختار به بصره گریخت. مختار در مسجد شهر اعلام کرد بر اساس کتاب خدا و سنت پیامبر حکومت می‌کند و با وعده انتقام خانواده پیامبر، دفاع از مظلومان و جنگ با گناه‌کاران با مردم شهر بیعت کرد.

## فرمانروایی بر عراق

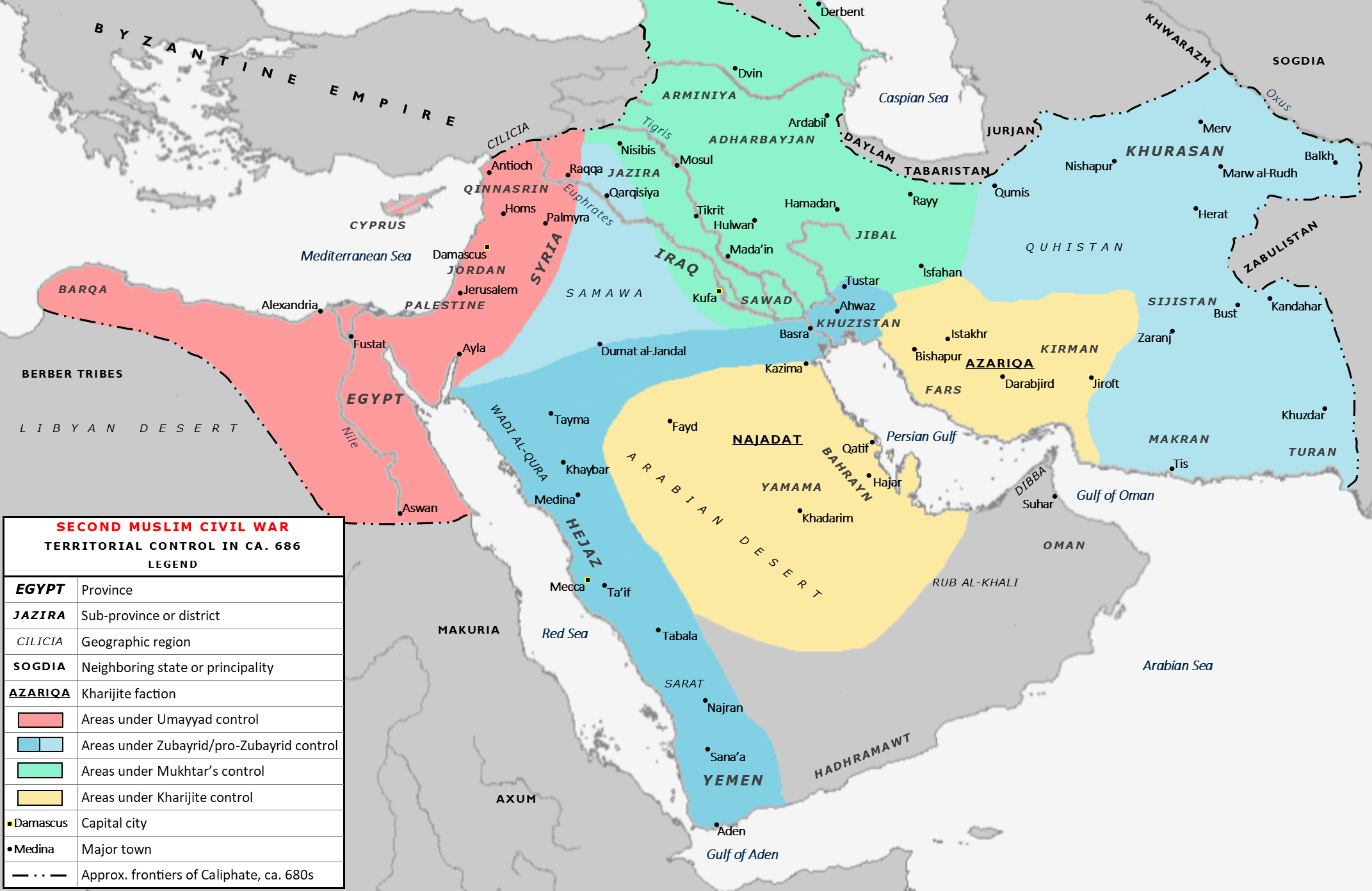
مختار از اکتبر ۶۸۵ تا پایان ۶۸۶، کنترل بیشتر مناطق عراق را در اختیار داشت.
منطقه تحت کنترل عبدالملک مروان
منطقه تحت کنترل مختار
منطقه تحت کنترل/نفوذ عبدالله بن زبیر
مناطق تحت کنترل خوارج

از اکتبر ۶۸۵ یعنی ربیع الاول سال ۶۶ هجری تا شش ماه نخست سال بعد، پشتیبانی از شورش مختار به‌وسیلهٔ دو گروه مختلف و مخالف هم انجام می‌شد: اشراف قبیله‌گرای عرب و موالی. او در ابتدا تلاش کرد تا اختلافات دو گروه را برطرف کرده و آنان را آرام کند. بیشتر جایگاه‌های حکومتی از جمله فرمانداری موصل و مدائن به عرب‌ها داده شد. موالی که تاکنون با آن‌ها همانند شهروندان درجه دو رفتار می‌شد، حق برخورداری از غنائم جنگی و دریافت مواجب و نیز سوار شدن بر اسب را پیدا کردند. او اعلام کرد برده‌های موالی که به او ملحق شوند، آزاد خواهند شد. در نتیجهٔ افزایش پشتیبانی او از این گروه فرماندهی گارد محافظان شخصی او نیز به یکی از موالی به نام کیسان ابو عُمره داده شد. در همین حال، اشراف عرب از سیاست مختار در برابر موالی ناراضی بودند. در این مرحله او توانسته بود کنترل بیشتر عراق و سرزمین‌های تابع آن از جمله ارمنیه، آذربایجان، جبال و قسمت‌هایی از بین‌النهیرین علیا را به‌دست‌آورد. تلاش نیروهای او برای گرفتن کنترل بصره که در اختیار نیروهای زبیری بود، راه به جایی نبرد. همزمان با این تحولات عبدالملک مروان از ۱۲ آوریل ۶۸۵ در دمشق توانسته بود اریکه قدرت اموی را به دست گیرد و در تلاش بود تا بتواند کنترل نواحی از دست رفته را باز پس گیرد.

### ضد کودتا و انتقام‌گیری از قاتلان حسین
در اوائل سال ۶۸۶، سپاه اموی توانست موصل را تصرف و به‌سوی کوفه حرکت کند. مختار سه هزار سوار را به فرماندهی یزید بن انس به مقابله با آنان فرستاد. در ۱۷ ژوئیه ۶۸۶، آنان توانستند دو گروه از سپاه اموی را در نزدیکی موصل شکست دهند. در عصر همان روز و پس از آنکه دستور اعدام همهٔ اسیران شامی صادر شد، ابن انس در اثر ابتلا به یک بیماری درگذشت. با مرگ فرماندهٔ سپاه، کوفیانی که برای جنگ با گروهی دیگر از شامیان راهی شده بودند، عقب نشستند. به‌دنبال این رویداد در کوفه شایعه گشت که سپاه مختار شکست خورده و ابن انس کشته شده است. مختار در پاسخ به این وقایع هفت هزار نیروی کمکی به فرماندهی ابراهیم بن مالک اشتر را راهی میدان نبرد کرد. با خلأ ناشی از عدم وجود برتری نظامی و نفرات، اشراف کوفه که از روابط گرم مختار و طرفداری او از موالی ناراضی بودند، قصد کردند تا حکومت مختار را ساقط کنند و با این هدف کاخ او را به محاصره درآوردند. آنان مختار را به سرقت و از بین بردن حیثیت و منزلتشان متهم کردند:

او و گروهش شرافت پدران ما را نادیده می‌گیرند. او بردگان و موالی ما را به خود جلب کرد و آنان را سوار کرده و آنان قول تقسیم درآمد دولتمان را داده است. با این راه و رسم، او ما را فریفته است.
با وجود محاصره، مختار توانست ابن اشتر را به کوفه فراخواند و ابن اشتر سه روز پس از خروجش از کوفه به شهر بازگشت و شورش را سرکوب کرد.

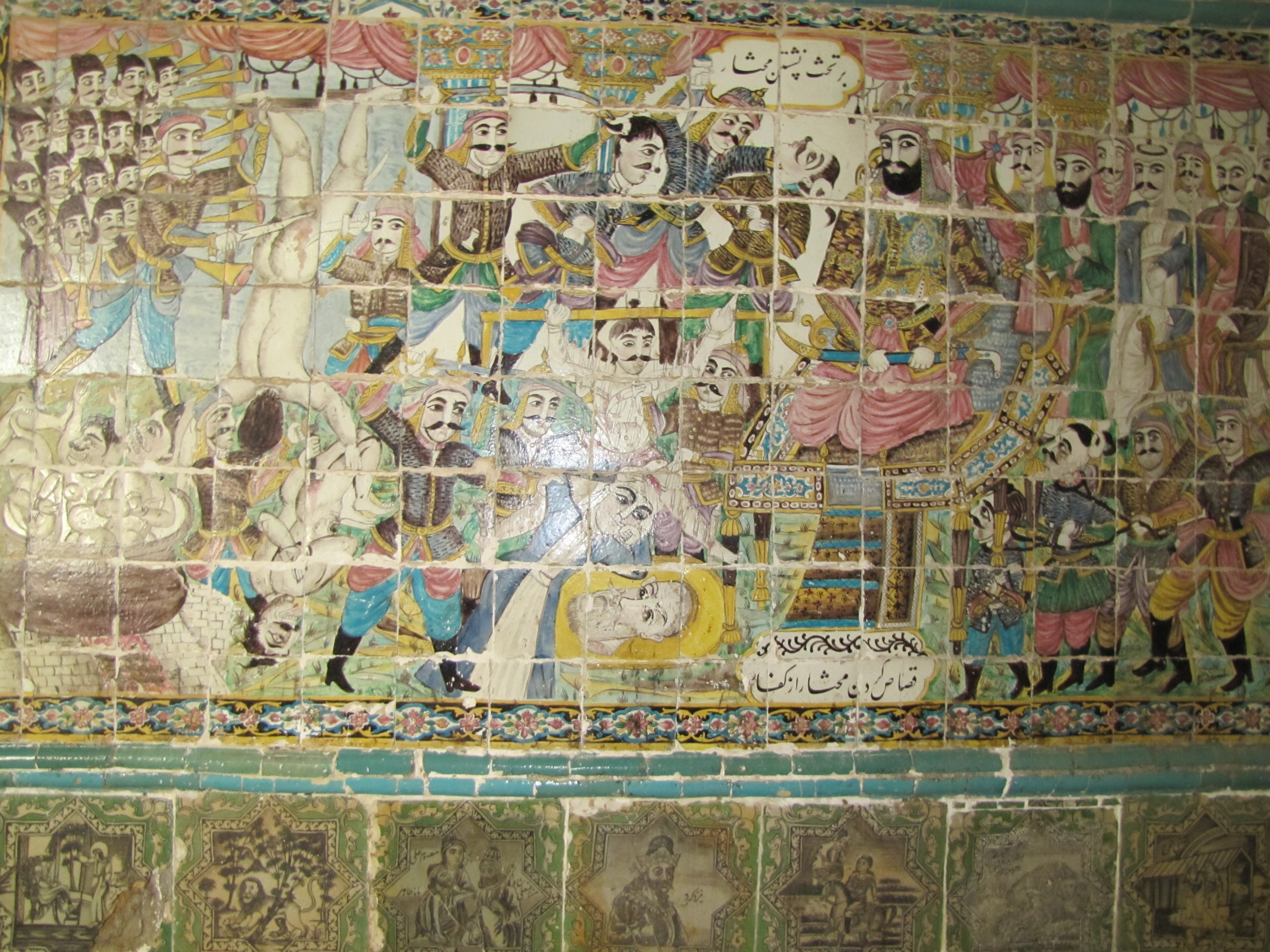
کاشی‌کاری در تکیه معاون الملک کرمانشاه که مجازات قاتلان حسین به‌دست مختار را به تصویر کشیده است.

مختار پس از کنار زدن مخالفانش، مجازات کسانی که در نبرد کربلا شرکت کرده بودند را آغاز کرد. او بسیاری از آنان از جمله عمر بن سعد و شمر بن ذالجوشن را اعدام کرد. شمار زیادی از افراد به بهانه شرکت مستقیم یا غیرمستقیم در نبرد با حسین کشته شدند؛ در حالی که ده هزار نفر از اهالی کوفه نیز به بصره گریختند. او خانهٔ بسیاری از فراریان را ویران کرد. این رویدادها باعث کاهش پشتیبانی اعراب از مختار شد و او به‌طور فزاینده‌ای به موالی متکی گشت.

### نبرد خازر
مختار دو روز پس از بازپس‌گیری کنترل شهر، ابن اشتر را به‌همراه سیزده هزار مرد جنگی اعزام کرد تا با سپاه اموی که به فرماندهی عبیدالله بن زیاد در حال پیشروی به سمت کوفه بود، مقابله کند. برخی سربازان مختار تختی را همراه خود داشتند که آن را در میان گرفته و ادعا می‌کردند که متعلق به علی است و برای آنان پیروزی به‌همراه خواهد داشت. گفته شده است که ایدهٔ این حرکت به مختار تعلق داشت. او این ایده را ابداع کرد تا بتواند پشتیبانی بیشتری در میان مردم مذهبی کسب کند و آن را همانند تابوت عهد می‌دانست. اما خاورشناس، یولیوس ولهاوزن، معتقد است که این تفکر ابداع مختار نبوده است. مختار به آنان اجازه داد تا تخت را حمل کنند؛ زیرا او به تعصب سربازانش نیازمند بود. در نخستین روزهای ماه اوت ۶۸۶م سپاه مختار با سپاه اموی در کرانه‌های رود خازر روبرو شد. سپاه اموی شکست خورد و شماری از فرماندهان نظامی اموی از جمله ابن زیاد و حصین بن نمیر کشته شدند. تاریخ دقیق این نبرد ناشناخته است؛ گرچه، برخی منابع مدعی‌اند که نبرد در روز ۶ اوت مطابق با دهم محرم که همان روز کشته شدن حسین بوده، به‌وقوع پیوسته است. مرگ ابن زیاد تکمیل کنندهٔ سوگند مختار برای انتقام از قاتلان حسین قلمداد شد.

### روابط با ابن زبیر
مدتی پس از اخراج ابن مطیع، مختار به ابن زبیر شکایت کرد که گرچه مختار به‌خوبی به او خدمت کرده ولی ابن زبیر به پیمانش عمل نکرده است. با این وجود، مختار آمادگی‌اش برای پشتیبانی از ابن زیبر را در صورت نیاز اعلام کرد. اگرچه، ابن زبیر، مختار را فردی وفادار می‌پنداشت اما مختار حاضر نشد تا کنترل کوفه را به فرماندار منصوب وی، یعنی عمر بن عبدالرحمن، واگذار کند. فرماندار پس از آنکه به‌دست مختار تطمیع و تهدید شد، کوفه را ترک کرد.
در سال ۶۸۶، مختار پیشنهادی نظامی به ابن زبیر ارائه کرد تا از او در برابر حملهٔ قریب‌الوقوع بنی‌امیه به مدینه پشتیبانی کند. هدف نهایی مختار آن بود که بتواند ابن زبیر را از قدرت خلع کند. ابن زبیر پیشنهاد او را پذیرفت و مقصد سربازان مختار را وادی القرای قرار داد که دهکده‌ای واقع در شمال مدینه است اما مختار به‌جای آن سه هزار جنگجو را به فرماندهی شرحبیل بن ورس را راهی کرد و به آنان گفت که وارد مدینه گردند و منتظر دستورهای بعدی بمانند. در همین زمان ابن زبیر پرده‌دارش عباس بن سهل را همراه دو هزار جنگجوی قدرتمند با دستور همراهی سپاه ابن‌ورس تا وادی القرای اعزام کرد. او به آنان فرمان داد که در آنجا به انتظار برای مواجه شدن با سپاه سوریه بمانند و در صورت عدم پذیرش این فرمان به‌وسیلهٔ وفاداران به مختار، اجازهٔ کشتن آنان را نیز به ابن سهل داده بود. ابن ورس این پیشنهاد را رد کرد و همراه شمار زیادی از مردانش کشته شد. در نتیجه، مختار، محمد حنفیه را از شکست نقشه‌اش برای تصرف این منطقه به نفع خاندان علی مطلع کرد و پیشنهاد داد که اگر محمد حنفیه ساکنان شهر را نسبت به قصد مختار برای طرفداری از آنان آگاه کند، او سپاه دیگری را به مدینه اعزام کند. محمد حنفیه با استدلال اینکه مخالف خون‌ریزی است، این پیشنهاد را رد کرد. اگرچه، پس از آنکه ابن زبیر از اهداف مختار آگاه شد و از ترس شورش حامیان خاندان علی در حجاز، ابن حنفیه را بازداشت کرد تا به‌اجبار از او بیعت بگیرد و امیدوار بود تا مختار نیز از محمد حنفیه پیروی کند. محمد حنفیه از مختار تقاضای کمک کرد و مختار به سرعت چهار هزار جنگجوی قدرتمند را برای آزادسازی او اعزام کرد و این آغاز به تیرگی گراییدن روابط میان مکه و کوفه شد.

### نبرد مذار
در ۶۸۷م، مصعب بن زبیر، فرماندار بصره و برادر کوچکتر عبدالله بن زبیر، یورشی را به‌سوی کوفه آغاز کرد. بخش قابل توجهی از سپاه او از اشراف کوفه تشکیل شده بود که پیشتر از دست کشتار مختار در کوفه به بصره گریخته بودند. اندازهٔ سپاه مختار بسته به منابع گوناگون از سه تا شصت هزار نفر نوشته شده است. برجسته‌ترین چهره‌ها میان فراریان، شبث بن ربعی و محمد بن اشعث بودند که از مصعب درخواست یاری کرده و او را متقاعد کردند که با مختار بجنگد. مصعب باتجربه‌ترین فرمانده‌اش، مهلب بن ابی‌صفره که در حال نبرد با خوارج بود را احضار کرده و تهاجمش به‌سوی کوفه را آغاز کرد. در این هنگام، روابط مختار با یکی از نیرومندترین افرادش یعنی ابراهیم بن مالک اشتر به‌تیرگی گراییده بود. ابن اشتر فرمانداری موصل و مناطق شرقی جزیره (بین‌النهرین علیا) را در دست داشت. ممکن است یکی از عوامل این جدایی، مصعب بوده باشد.
مختار با آگاهی یافتن از تحرکات مصعب، اهالی کوفه را گرد آورد و به آنان وعدهٔ پیروزی در مذار را داد. سپاه او به‌وسیلهٔ احمر بن شُمیط فرماندهی می‌شد. برخی از سربازان مختار که همراه با ابن اشتر در موصل بودند، پس از آنکه ابن اشتر به نامه‌های مختار بی‌توجهی کرد، به سوی مختار بازگشتند. جناح راست سپاه ابن شمیط را عبدالله بن کامل شاکری و جناح چپ سپاه را عبدالله بن وهب فرماندهی می‌کردند. فرماندهی پیاده‌نظام برعهدهٔ خطیر بن اسماعیل کندی و فرماندهی سواره‌نظام به عبدسلولی واگذار شد. فرماندهی موالی بر عهدهٔ محافظ مخصوص مختار یعنی ابوعمره کیسان قرار داشت. ابن شمیط به‌سوی بصره حرکت کرد و در مذار اردو زد و کمی بعد مصعب به رویارویی با او شتافت. با آنکه نیروهای موالی سوار بر اسب بودند اما فرمانده جناح چپ سپاه ابن شمیط، یعنی عبدالله بن وهب که احتمالاً از موالی‌ها بیزار بود، پیشنهاد داد از آنجایی که آنان ضعیف هستند و در صورت حمله احتمال دارد که از جنگ بگریزند، بنابراین بهتر است که پیاده به میدان بروند. ابن شمیط این پیشنهاد را پذیرفت و به موالی دستور داد تا از اسب پیاده شوند.
پیش از نبرد، هر دو سوی نبرد نیروهایشان را احضار کردند تا از آنان بر اقتدار و فرمانبرداری از رهبرانشان یعنی ابن زبیر و مختار گواهی بگیرند. حملهٔ سواره نظام عباد با شکست روبرو شد. سپس، مهلب به جناح راست کوفی‌ها که به‌وسیلهٔ ابن کامل شاکری فرماندهی می‌شد، حمله کرد و آنان را شکست داد. جناح راست سپاه بصره به جناح چپ کوفی‌ها حمله برد و آنان را شکست داد. کمی بعد فرمانده کل نیروهای کوفی، یعنی احمر بن شُمیط، شکست خورد و کشته شد. مهلب به سواران خود دستور داد بر پیاده‌نظام کوفی‌ها بتازند که باعث گریختن کوفی‌ها شد. سپس، مصعب، محمد بن اشعث را همراه با سوارانش اعزام کر تا بر فراریان یورش برند و به آنان گفت: «انتقامتان را بگیرید [از موالی]!» بسیاری از سوارهای کوفی توانستند بگریزند ولی بیشتر پیاده‌نظام کوفی کشته شدند یا به اسارت درآمدند. همهٔ اسیران به دست کوفی‌های مهاجر در سپاه مصعب کشته شدند. با وجود سوءظن ابن وهاب، موالی مقاومت شدیدی از خود نشان دادند و شمار زیادی از آنان کشته شدند. رهبر آنان ابو عمره کیسان نیز احتمالاً در نبرد کشته شد؛ زیرا دیگر نامی از او در منابع پس از این رویداد نیامده است. بازماندگان سپاه مختار به کوفه عقب نشستند و مختار را از شکستشان آگاه کردند. این اخبار حیثیت مختار را لکه‌دار کرد. با توجه به وعدهٔ او در مورد پیروزی، موالی‌های تحت امرش که به میدان نرفته بودند، گفتند: «او این بار دروغ گفت». مختار اظهار کرد: «به خداوند از غلامان [موالی] کشتاری کرده‌اند که هرگز مانند آن را کسی نشنیده.» تاریخ دقیق این رویداد در منابع تاریخی نوشته نشده‌اند ولی برطبق تاریخ‌نگاری امروزی احتمالاً در میانهٔ سال ۶۸۶ م تخمین زده شده است.

### نبرد حرورا
مصعب دست به تعقیب فراریان کوفی زد و از آنجایی که قصد داشت سریعاً خود را به کوفه برساند، سواره‌نظام را از راه زمین و پیاده‌نظام و تدارکات مورد نیاز را از راه قایق و فرات به سوی کوفه راهی کرد. مختار با آگاهی از این رویداد استحکامات کاخ کوفه را بهبود داد و به جمع‌آوری تدارکات مبادرت ورزید و کوفه را تحت فرماندهی عبدالله بن شداد قرار داد. سپس، او به سلیحین رفت؛ این مکان میان حیره و قادسیه واقع شده بود. او در اینجا بر روی فرات سد زد و آب آن را به کانال‌هایی که به قادسیه و حیره منتهی می‌شد، هدایت کرد؛ در نتیجه، قایق‌های مصعب به گل نشستند؛ بنابراین، سربازان مصعب مجبور شدند که پیاده ادامه راه را طی کنند. در همین حال، مصعب و سواران تحت امرش به سد حمله کردند و آن را از بین بردند و به سوی کوفه تاختند. مختار اردوی خود را به حرورا منتقل کرد تا از ورود مصعب به کوفه جلوگیری کند. مصعب نیز خیلی زود به حرورا رسید.
مختار، عبدالله بن قراد خثعمی را به فرماندهی شرطه‌هایش منصوب کرد. جناح راست و چپ سپاه او به ترتیب به‌وسیلهٔ سلیم بن یزید کندی و سعید بن منقذ ثوری فرماندهی می‌شدند. فرماندهی سواران و پیادگان نیز به ترتیب به عمر بن عبدالله نهدی و مالک بن عمر نهدی واگذار شد. مالک بن عمر یکی از کهنه‌سربازانی بود که در نبرد صفین سال ۶۵۷ نیز حضور داشت.
هنگامی که دو سپاه به نزدیکی یکدیگر رسیدند، مختار به‌سوی هر یک از پنج قسمت سپاه مصعب، دسته‌ای از نیروهایش را روانه کرد و خودش در میان سربازانش ماند. نیروهای مختار توانستند در برابر نیروهای بصره‌ای بکر و عبدالقیس موفقیت‌هایی کسب کنند و آنان را عقب برانند. سپس آنان موفق شدند یک پنجم اهل جبال را نیز عقب زنند و به مصعب نزدیک شوند. در همین هنگام، مصعب همراه با سربازانش بر جایگاه مرتفعی سنگر گرفته و به‌سوی سربازان مختار تیراندازی می‌کرد. در همین میان و با نهیب مصعب، مهلب همراه به سربازان ازدی و تمیمی به نیروهای مختار یورش بردند و ضربات سختی به آنان وارد کردند. نبردی سخت تا هنگامهٔ غروب به درازا انجامید. بسیاری از فرماندهان و سواران مختار در این نبرد کشته شدند. مختار که همراه شرطه‌هایش می‌جنگید که حداقل سه تن از آنان نیز کشته شدند. مختار در میان کوچه شبث در ورودی جنوبی کوفه به مقاومت پرداخت ولی سرانجام مجبور شد همراه با سایر محافظانش که زنده مانده بودند به درون کاخ کوفه عقب بنشیند. بر طبق جمع‌بندی تاریخ‌نگار جرالد هاثینگ، «برتری بدست‌آمده» توسط زبیریان در مذار باعث تضعیف و شکست نیروهای مختار در حرورا شد.

## مرگ و آرامگاه
مصعب بن زبیر پس از پیروزی بر سپاهیان مختار برای چهار ماه کاخ مختار را در محاصره گرفت. ابراهیم بن مالک اشتر که فرماندار موصل بود، برای رهایی مختار دست به اقدامی نزد؛ چون یا دستوری برای این‌کار دریافت نکرده بود یا دستور مختار را رد کرده بود. به هر صورت او بعدها به مصعب ملحق شد. در ۳ آوریل ۶۸۷م، مختار همراه با نوزده نفر از کاخ خارج شد (باقی افراد از جنگیدن امتناع کرده بودند) و در حین نبرد کشته شد. اندکی پس از این رویداد همه جنگجویان سپاه مختار که از نبرد اجتناب کرده بودند و تسلیم آل زبیر شده بودند به دستور مصعب اعدام شدند، تعداد این افراد نزدیک به شش هزار نفر بود. یکی از زنان مختار، عمره بنت نعمان بن بشیر انصاری، حاضر نشد تا اقدامات شوهرش را تقبیح و محکوم کند و در نتیجه اعدام شد؛ گرچه، همسر دیگر مختار او را محکوم کرد و بخشیده شد. دستان مختار را قطع کرده، از دیوارهای مسجد آویزان کردند. گزارش شده است که گور او در مقبره مسلم بن عقیل و در پشت مسجد بزرگ کوفه واقع شده است. گرچه برخی منابع مدعی‌اند که مصعب جسد او را سوزاند.

#### آرامگاه
مدفن مختار مدتی مخفی بود و سپس مفقود شد. هنگامی که سید محمدمهدی بحرالعلوم (۱۷۴۲–۱۷۹۷ میلادی) به کاوش و جانمایی مسجد کوفه اقدام کرد، به سنگ قبری برخورد کرد که نام مختار بر آن نوشته شده‌بود. پس از این رویداد و در کنار بازسازی مسجد کوفه، برای قبر مختار نیز یک حرم به دستور شیخ‌العراقین در سال ۱۲۸۵ هجری قمری (حدود ۱۸۷۰ میلادی) ساخته شد.

## همسران و فرزندان
از همسران او می‌توان به ام ثابت دختر سمرة بن جندب، عمره دختر نعمان بن بشیر، ام زید الصغری دختر سعید بن زید بن عمرو و أم الولید بنت عمیر بن رباح اشاره کرد. در این میان، عمره دختر نعمان پس از مختار به‌دست مصعب کشته شد.
از فرزندان او می‌توان به محمد، اسحاق، ام سلمه، ابوالحکم، جبر، امیه، بلال و عمر بن مختار اشاره کرد.

## میراث
گرچه، مختار کمتر از دو سال حکومت کرد اما اندیشه او پس از مرگش از میان نرفت. در دوران حکومت او بود که پیشرفت و اهمیت یافتن جایگاه موالی باعث نارضایتی اشراف کوفه شد. او محمد حنفیه را امام و مهدی اعلام کرد. به گفته ویلفرد مادلونگ، این نخستین بار بود که نام مهدی در تاریخ اسلام مطرح می‌شد. پس از او این ایده اهمیت یافت. به گفته عبدالعزیز ساشادینا او نخستین شخصی بود که مفهوم بَداء (تغییر خواست الهی) را معرفی کرد؛ پس از شکست در نبرد مذار که پیش‌تر مدعی شد پیروزی به او وعده داده شده بود، او گفت خدا برنامه و نقشه‌اش را تغییر داده است.
همچنین مرتضی مطهری نیز در مورد ادعای مهدویت از سوی مختار گفته است: نخستین باری که دیده می‌شود اثر اعتقادات مهدویت در تاریخ اسلام ظهور می‌کند، در جریان انتقام مختار از قاتلان حسین بن علی است. او راه و روش مختار را سیاسی می‌داند و بیان می‌کند که او می‌دانست حمایت مردم از خود را همراه نخواهد داشت و بنا بر روایتی با علی بن حسین تماس می‌گیرد و با پاسخ منفی او به سوی محمد حنفیه می‌رود و با مطرح کردن حدیثی از سوی محمد، پیامبر اسلام مبنی بر اینکه مهدی موعود هم نام اوست، محمد حنفیه را مهدی موعود دانسته و خود را نماینده او معرفی کرد و به بازی سیاسی خود پرداخت. او همچنین در همراهی و پذیرش محمد حنفیه با مختار در مهدی دانستن خود تشکیک کرده است.
بعدها پیروان او به شاخه‌ای از شیعه بدل شدند که با نام کیسانیه شناخته شدند. آن‌ها اصولی همانند غیبت و بازگشت (رجعت) مهدی را معرفی کردند. پس از مرگ ابن حنفیه برخی از کیسانی‌ها اعتقاد یافتند که او نمرده است؛ بلکه در کوه رضوی پنهان شده و روزی بازخواهد گشت تا جهان را پر از عدل و داد کند. گرچه، بیشتر کیسانی‌ها، پسر او ابوهاشم را به امامت برگزیدند. او سپس پیش از مرگش امامت را به محمد بن علی بن عبدالله بن عباس واگذار کرد. عباسیان از این رویداد به عنوان وسیله‌ای برای تبلیغات و کسب مشروعیت بیشتر و تقویت محبوبیتشان در میان حامیان خاندان علی، در طول انقلاب عباسی استفاده کردند. دو پسر محمد بن علی، سفاح و منصور، در نهایت خلافت عباسیان را بنیان نهادند. از شباهت‌های موجود میان مختار و فرماندهٔ قیام عباسیان، ابومسلم خراسانی می‌توان به استفادهٔ هر دو از موالی و رفتار مساوی بین اعراب و آنان اشاره کرد. ولهاوزن می‌نویسد: «اگر اصل رجعت صحیح باشد، پس عربی از کوفه [مختار] دوباره به زندگی بازگشت؛ به‌عنوان مولایی از کوفه [ابومسلم].»

## دیدگاه‌ها دربارهٔ مختار
بسیاری از مسلمانان مختار را دروغگویی می‌دانند که خودش را در شمار پیامبران قرار داد و نیز او را در شمار دشمنان خاندان علی محسوب کرده که توانست با استفاده از نام آنان به قدرت دست یابد. او قاتلان حسین را از میان برداشت تا بتواند پشتیبانی حامیان خاندان علی را کسب کند. اگرچه، او به صراحت خودش را پیامبر نمی‌خواند اما این اتهام از ادعاهای مبالغه‌آمیز و افراطی او که در شعر یا نثری مسجع بیان می‌کرد، ریشه می‌گیرد. گزارش شده است که محمد گفت: «در ثقیف دروغگویی بزرگ و نابودگری خواهد بود.» برای آنان دروغگوی بزرگ همان مختار و نابودگر حجاج بن یوسف است. از سوی دیگر، شیعیان او را به عنوان جنگجوی راستگوی علی و خاندانش و کسی که انتقام خون حسین و یارانش را گرفت، مورد احترام قرار می‌دهند. آنان ادعا می‌کنند که اظهارات پیشین بر ضد مختار در مورد پیامبری، نقش او در فرقهٔ کیسانیه و عطش قدرت او از تبلیغات اموی و زبیری سرچشمه گرفته است؛ گرچه، نخستین شیعیان دیدگاهی شدیداً منفی نسبت به او داشتند که ناشی از رفتار بد مختار با حسن و بی‌کفایتیش در هنگام شورش ابن‌عقیل می‌شد. ادعای او در مورد محمد حنفیه، فرزند غیر فاطمی علی بن ابی طالب نیز ممکن است بر این موضوع اثر داشته باشد؛ از آنجایی که بعدها شیعیان تنها به خط فاطمی خاندان علی وفادار ماندند.

### دیدگاه خاندان علی
روایت‌های گوناگونی از دیدگاه اعضای خاندان علی در مورد مختار وجود دارد. یک روایت بیان می‌کند که فرزند حسین و چهارمین امام شیعه، علی زین‌العابدین پس از دیدن سرهای عمر بن سعد و ابن زیاد برای مختار دست به دعا برداشت؛ در حالی که روایت دیگری بیان می‌کند که او هدایای مختار را نپذیرفت و او را دروغگو نامید. نوهٔ حسین، محمد باقر، او را ستوده: «در مورد مختار بد سخن نگویید. او قاتلان را کشت؛ انتقام خون ما را گرفت.» همچنین، هنگامی پسر مختار از باقر در مورد دیدگاهش در مورد مختار پرسید، او برایش دعا کرد. نتیجهٔ حسین، جعفر صادق، گزارش شده است که گفته: «بعد از واقعه عاشورا، هیج زنی از زنان ما آرایش نکرد تا زمانی که مختار سر بریده عبیدالله بن زیاد و عمر بن سعد را برای ما فرستاد». همچنین، گزارش شده که جعفر صادق گفته است که مختار به علی زین‌العابدین دروغ می‌بسته است.

### دیدگاه تاریخ‌نگاران امروزی
اگرچه، اکثر قریب به اتفاق روایات تاریخی اولیه، چهره‌ای منفی از مختار ترسیم کرده‌اند اما تاریخ نگاران امروزی دیدگاه‌های گوناگونی در مورد او بیان می‌کنند. ولهاوزن نوشته است گرچه مختار ادعای پیامبری نکرد اما او همه‌گونه تلاشی کرد تا تصور اینکه یکی از آنان است را ایجاد کند و به‌گونه‌ای سخن می‌راند که گویی با خداوند مشورت و رایزنی کرده است. او در آخر اینطور نتیجه گرفته است که مختار مردی راستگو بود که برای از بین بردن اختلافات اجتماعی دوران خود تلاش می‌کرد. او در ادامه بیان می‌کند که مختار ادعاهای گزافی کرد و از نام ابن حنفیه بدون آنکه نیازی باشد بهره‌برداری می‌کرد؛ زیرا او نمی‌توانست با اعتبار نام خودش به اهدافی که در نظر داشت، برسد. او مختار را اینگونه توصیف کرده است: «... یکی از بزرگ‌ترین مردان تاریخ اسلام، [که] آینده را پیش‌بینی می‌نمود». تاریخ‌نگار هیو کندی نوشته است که مختار سعی در ایجاد اتحادی از اهالی کوفه بود اما اختلافات داخلی گریبانگیرش شده و از سوی خاندان علی نیز رها شده بود. گزارش شده که مختار پیش از مرگش گفته بود: 

من یکی از عربانم. دیدم که ابن زبیر به حجاز تاخت و دیدم که نجده به یمامه تاخت و مروان به شام. من نیز کمتر از دیگر مردان عرب نبودم و این ولایت را گرفتم و مانند یکی از آن‌ها بودم؛ جز اینکه به طلب انتقام خاندان پیامبر بودم که عربان از آن غافل مانده بودند و کسانی را که در خون آن‌ها دستی داشته بودند کشتم و تا امروز در این کار سخت کوشیدم …
پژوهشگر شرقی، موشه شارون، این موضوع را شرح دقیقی از فعالیت‌های او می‌داند. از سوی دیگر، اسلام‌شناس و استاد مطالعات مذهبی، عبدالعزیز ساچادینا، او را جاه‌طلبی سیاسی نامیده که برای رسیدن به اهداف مورد نظرش، احساسات مذهبی مردم عامی را به بازی گرفته بود.
رسول جعفریان، روحانی و پژوهشگر تاریخ ایران، در مورد مختار گفته است: «مختار چهره مقبولی در جامعه شیعه امامی داشته و از قدیم‌الایام تاکنون، نگاه منابع شیعی به وی مثبت بوده است. این به خاطر روایاتی بوده که از امامان دربارهٔ وی نقل شده است. در مقابل، منابع تاریخی مخالف شیعه که انعکاس دهنده دیدگاه اشراف کوفه و گرایش‌های اموی و زبیری‌اند، از همان عصر نخست به این سوی، از مختار یک چهره منفی ساخته‌اند و اتهاماتی مانند این که ادعای نبوت و مانند آن داشته به او وارد کرده‌اند که نه با عقل آدمی سازگار است و نه با منطق تاریخی در جامعه صدر اسلام. البته، مختار، شخصیت معصوم و غیرقابل ایرادی نیست؛ مردی سیاسی مانند بسیاری از سیاستمداران دیگر اما جانبدار اهل بیت است.»

## در رسانه‌ها
همانند مقتل‌ها که پیرامون کشته شدن حسین بن علی به نگارش درآمده‌اند، آثاری نیز به نام مختارنامه‌ها در دوران صفوی نگارش شده‌اند که به زندگی و قیام مختار ثقفی می‌پردازند.
مجموعهٔ تلویزیونی ایرانی مختارنامه به کارگردانی داوود میرباقری پیرامون زندگی و قیام مختار بر اساس دیدگاه شیعیان از سال ۱۳۸۹ تا ۱۳۹۰ از شبکه یک صدا و سیمای جمهوری اسلامی ایران پخش شد که به محبوبیت قابل توجهی دست یافت. فریبرز عرب‌نیا در این سریال نقش مختار را ایفا می‌کرد.
بازی ویدئویی مختار: فصل قیام بر اساس زندگی مختار ثقفی در سال ۱۴۰۰ منتشر شد.

## یادداشت
1. ↑  در آن زمان واژهٔ علویان به طرفداران علی و خانوادهٔ او گفته می‌شد.
2. ↑  در جامعهٔ قبیله‌ای خلافت اولیه، هر مسلمان به یک قبیله عرب تعلق داشت؛ در نتیجه، هر مسلمان غیرعرب به یکی از قبایل عرب وارد می‌شد؛ اگرچه، به عنوان عضوی مساوی با دیگر اعضا به او نگریسته نمی‌شد؛ از این رو، اصطلاح موالی به آنان اطلاق شد.
3. ↑  The title of Mahdi (the guided one) had been posthumously applied to Muhammad, Ali, Husayn, and others as an honorific. Mukhtar, however, employed the term in a messianic sense: a divinely guided ruler, who would redeem Islam.
4. ↑  قیام مختار و سرآغاز کار ابومسلم هر دو از کوفه بوده است.